# Пам'ятний знак в'язням Рівненської в'язниці — жертвам нацистських розстрілів
Пам'ятний знак в'язням Рівненської в'язниці — встановлений у невеличкому сквері по вул. Соборна, 16. Червень 1941 року запам'ятався на Західній Україні не тільки нападом нацистської Німеччини, а й кривавими розправами радянської влади над ув'язненими тюрем, яких не встигли вивезти до місць позбавлення волі. Масові розстріли політичних в'язнів у тюрмах Західної України тривали з кінця червня до початку липня 1941 року. Не винятком була й рівненська тюрма № 1.
На території тюрми в період тимчасової окупації м. Рівне Німеччиною в 1941—1944 роки було розстріляно близько 500 радянських громадян. У 1967 році на цьому місці встановлено пам'ятний знак, згідно з рішенням Ровенської міської ради № 67 від 26 травня 1966 р.

## Опис
На невисокому прямокутному постаменті встановлено стелу. Стела прямокутної форми, виготовлена за технологією «рваний камінь», на лицевій полірованій стороні якої викарбувано напис: «Тут під час фашистської окупації гітлерівські вбивці замучили 500 радянських громадян. Вічна пам'ять тим, хто віддав своє життя за щастя майбутніх поколінь»
Виготовленням пам'ятника займався Рівненський спецкомбінат комунально-побутового обслуговування.
Розпорядженням виконкому Ровенської обласної ради депутатів трудящих № 102 від 17 лютого 1970 р. пам'ятку взято на державний облік та під державну охорону.